# Levallois-Perret
Levallois-Perret je francouzské město v departmentu Hauts-de-Seine v regionu Île-de-France.

## Poloha
Město leží na pravém břehu Seiny. Řeka tvoří severozápadní hranici s městy Courbevoie a Asnières-sur-Seine, na severovýchodě sousedí s městem Clichy, na jihovýchodě s Paříží (hranici tvoří boulevard périphérique) a na jihozápadě s městem Neuilly-sur-Seine.

## Historie
Území města bylo osídleno již v době středního paleolitu. Podle nálezů zdejších nástrojů se jejich způsob opracování nazývá levalloiská technika.
V roce 52 př. n. l. se na pláni mezi Clichy a Levallois odehrála bitva u Lutetie mezi galským kmenem Parisiů a Caesarovým vojskem, které vedl vojevůdce Labienus.
V roce 1215 se na území, které patřilo k panství Clichy začala pěstovat vinná réva pro potřeby kláštera Saint-Denis.
V předrevoluční Francii se na území rozkládala vesnice Villiers a dvůr Courcelles (zvaný též La Planchette). Větší část dnešního území města byla během revoluce připojena k sousednímu městu Clichy a jihovýchodní číst k Neuilly-sur-Seine. V roce 1822 zahájil majitel zdejších pozemků Jean-Jacques Perret stavbu velkého sídliště. Toto území se podle něj pak nazývalo Champerret (Perretovo pole). V roce 1845 obdobně obchodník s vínem Nicolas Eugène Levallois začal stavět na území La Planchette, přičemž toto území dostalo jeho jméno. V 60. letech 19. století obě sídliště srostla a vznikla potřeba vlastní samosprávy. Císař Napoleon III. potvrdil 30. června 1866 nové obci Levallois-Perret městské právo, které vstoupilo v platnost od roku 1867.
Město se stalo centrem raného automobilismu ve Francii, své podniky a dílny zde založili Adolphe Clément, Louis Delâge, Henri Chapron, Armand Peugeot, Ettore Bugatti, André Citroën aj. Na počátku 20. století zde byl též významný kosmetický průmysl.

## Doprava
Ve městě jsou tři zastávky metra na lince 3:
- Louise Michel
- Anatole France
- Pont de Levallois - Bécon (konečná stanice)

## Pamětihodnosti
Vedle radnice je zajímavý kostel Saint-Justin. Oblíbeným výletním místem je park Planchette.

## Hospodářství
V Levallois-Perret má hlavní sídlo koncern Alstom. Dále zde sídlí pobočky firem Altran, Carrefour, Deloitte, Seiko Epson, L'Oréal a další.

## Osobnosti
V Levallois-Perret se narodili:
- Louis Trousselier (1881–1939), cyklista
- Georges Migot (1891–1976), malíř a básník
- Jean Muller (1925–2005), stavitel mostů
- Pascal Lamy (* 1947), politik

Další osobnosti spojené s Levallois-Perret:
- Louise Michel (1830–1905), anarchistka
- Gustave Eiffel (1832–1923), inženýr, pochován v Levallois-Perret
- Maurice Ravel (1875–1937), hudební skladatel, pochován v Levallois-Perret
- René Pottier (1879–1907), cyklista, zemřel v Levallois-Perret
- Henri Chapron (1886-1978), konstruktér automobilů, zemřel v Levallois-Perret
- Rudolf Nurejev (1938-1993), tanečník, zemřel v Levallois-Perret
- Didier Drogba (* 1978), fotbalista

## Partnerská města
- Berlín, Německo
- Molenbeek-Saint-Jean, Belgie